# Gouvernement Ricasoli II
Royaume d'Italie
La Marmora III Rattazzi II
Le gouvernement Ricasoli II (Governo Ricasoli II, en italien) est le gouvernement du royaume d'Italie entre le 20 juin 1866 et le 10 avril 1867, durant la IXe législature.

## Composition
Composition du gouvernementDroite historique

### Président du conseil des ministres
Bettino Ricasoli

### Listes des ministres
- Ministre sans portefeuille : Alfonso La Marmora
- Ministre des affaires étrangères : 
  - Bettino Ricasoli jusqu'au 28 juin 1866
  - Emilio Visconti Venosta après le 28 juin 1866
- Ministre de l'agriculture, de l'industrie et du commerce : Filippo Cordova
- Ministre des finances : 
  - Antonio Scialoja jusqu'au 17 février 1867
  - Agostino Depretis après le 17 février 1867
- Ministre de la justice :
  - Francesco Borgatti jusqu'au 17 février 1867
  - Bettino Ricasoli du 17 février 1867 au 24 mars 1867
  - Filippo Cordova après le 24 mars 1867
- Ministre de la guerre : 
  - Ignazio De Genova di Pettinengo jusqu'au 22 août 1866
  - Elfisio Cuglia après le 22 août 1866
- Ministre de l'intérieur : Bettino Ricasoli
- Ministre du travail public : 
  - Stefano Jacini jusqu'au 17 février 1867
  - Giuseppe Devincenzi après le 17 février 1867
- Ministre de la marine :
  - Agostino Depretis jusqu'au 17 février 1867
  - Giuseppe Biancheri après le 17 février 1867
- Ministre de l'instruction publique : 
  - Domenico Berti jusqu'au 17 février 1867
  - Cesare Correnti après le 17 février 1867